# James Cooke
James Cooke, noto anche come Jamie Cooke (Salisbury, 3 marzo 1991), è un pentatleta britannico, campione iridato a Città del Messico 2018 ed europeo a Bath 2019 nell'individuale.

## Biografia
Ha rappresentato la Gran Bretagna ai Giochi olimpici estivi di Rio de Janeiro 2016, dove si è piazzato al quattordicesimo posto nella gara maschile. Nell'occasione ha stabilito il record olimpico nel nuoto.
Alle Olimpiadi di Tokyo 2020 ha ottenuto il nono posto nella gara individuale.

## Palmarès
- Mondiali:

Città del Messico 2018: oro nell'individuale; argento a squadre;
- Europei:

Drzonków 2013: argento nella staffetta.
Bath 2019: oro individuale; oro a squadre.